# Đạ Pal
Đạ Pal là một xã thuộc huyện Đạ Huoai, tỉnh Lâm Đồng, Việt Nam.

## Địa lý
Xã Đạ Pal nằm ở phía đông huyện Đạ Tẻh, có vị trí địa lý:
- Phía đông giáp xã Hà Lâm và huyện Bảo Lâm
- Các phía còn lại giáp xã Quảng Trị.

Xã Đạ Pal có diện tích 59,96 km², dân số năm 2022 là 2.675 người, mật độ dân số đạt 44 người/km².

## Hành chính
Xã Đạ Pal được chia thành 5 thôn: Bình Hòa, Tôn K'Long, Xuân Châu, Xuân Thành, Xuân Thượng.

## Lịch sử
Ngày 31 tháng 12 năm 2002, Chính phủ ban hành Nghị định số 112/2002/NĐ-CP về việc thành lập xã Đạ Pal trên cơ sở 4.600 ha diện tích tự nhiên và 2.834 nhân khẩu của xã Triệu Hải. 
Ngày 21 tháng 1 năm 2020, HĐND tỉnh Lâm Đồng ban hành Nghị quyết số 166/NQ-HĐND về việc:
- Sáp nhập thôn Xuân Phong vào thôn Xuân Thượng.
- Thành lập thôn Tôn K’Long trên cơ sở thôn Tôn K’Long A và thôn Tôn K’Long B.
- Sáp nhập một phần thôn Giao Yến vào thôn Xuân Thành.
- Sáp nhập phần còn lại của thôn Giao Yến vào thôn Xuân Châu.

Ngày 24 tháng 10 năm 2024, Ủy ban Thường vụ Quốc hội ban hành Nghị quyết số 1245/NQ-UBTVQH15 về việc sắp xếp đơn vị hành chính cấp huyện, cấp xã của tỉnh Lâm Đồng giai đoạn 2023 – 2025 (nghị quyết có hiệu lực từ ngày 1 tháng 12 năm 2024). Theo đó, sáp nhập xã Đạ Pal thuộc huyện Đạ Tẻh vào huyện Đạ Huoai.